# Molinaea arborea
Molinaea arborea là một loài thực vật có hoa trong họ Bồ hòn. Loài này được Gmel. emend Radlk. mô tả khoa học đầu tiên năm 1879.